# Germaine Beaumont
Pour les articles homonymes, voir Beaumont.
Germaine Beaumont, née Germaine Battendier à Petit-Couronne le 31 octobre 1890 et morte à Montfort-l'Amaury le 21 mars 1983, est une journaliste et romancière française. Elle est la première femme à obtenir le prix Renaudot.

## Biographie
Germaine Battendier est la sœur de Pierre Varenne et la fille d'Annie de Pène, morte de la grippe espagnole en 1918 et grande amie de Colette. Après des études à Versailles, elle séjourne en Angleterre de 1908 à 1915. En 1919, Colette la fait entrer au Matin où elle va tenir une chronique. En 1927, elle entre aux Nouvelles littéraires, où elle publie des billets qui parlent des livres, de la mode, de la société. Elle obtient le prix Renaudot (première femme à l'obtenir) pour son premier roman, Piège, en 1930. Elle est inspirée par Virginia Woolf et par Colette. À l'aube de sa carrière littéraire — qui connaîtra son apogée dans les années 1940 — elle traduit le célèbre Journal d'un écrivain de Virginia Woolf. Certains de ses romans, dont Les Clefs (1940) et La Harpe irlandaise (1941), sont, selon le mot de Colette, « des romans policiers sans policiers ».
En 1944, elle fait partie de la première rédaction du journal Le Monde, nouvellement créé. Elle est la première — et à l'époque la seule — femme à exercer cette fonction. Son passage reste très éphémère, puisqu'elle ne signe que deux articles et disparaît des pages du quotidien après deux mois.
Elle est faite chevalier de la Légion d'honneur par décret du 24 mars 1949 pour 38 ans d'activité littéraire.
Elle est membre de nombreux jurys féminins dont celui du premier Grand Prix féminin du cinéma en 1949. Dans les années 1950, Germaine Beaumont accède à une plus large notoriété encore en produisant une émission radiophonique aux côtés de Pierre Billard : Les Maîtres du mystère, émission dans laquelle elle présente les classiques du « polar ». Elle dirigera ensuite une collection de romans policiers féminins chez Plon.
À la tête du jury du prix Femina, elle révéla notamment André Dhôtel pour Le Pays où l'on n'arrive jamais.
De 1966 à 1977, elle écrit des articles de critique littéraire dans Mystère magazine dans lesquels « elle prône un roman policier sortant de sa marginalité pour devenir roman à part entière ».
Dix ans avant sa mort, elle fait la connaissance de l'écrivain Gérard Nicaisse, qui lui inspire son roman Un chien dans l'arbre.
Germaine Beaumont repose au cimetière de Montfort-l'Amaury.

## Œuvre

### Romans
- Disques (1930)
- Piège (1930)

prix Renaudot
- Le Fruit de solitude, roman (1932)
- Perce-Neige, roman (1934)
- Cendre, roman (1934)
- Les Clefs (1940)
- La Harpe irlandaise (1941)
- Agnès de rien (1946)

roman adapté au cinéma en 1949 par Pierre Billon
- La Roue d'infortune (1947)
- Colette par elle-même, Paris, Le Seuil, Collections Microcosme "Écrivains de toujours", 1951, 192 p.
- Le Déclin du jour

prix du meilleur roman d'amour en 1954
- Les Légataires (1966)
- Le Chien dans l'arbre (1975)
- Une odeur de trèfle blanc (1981)
- Si je devais
- Des maisons, des mystères (réédition 2006)
- Des familles, des secrets (réédition 2006)

### Traductions
- Truman Capote : Petit Déjeuner chez Tiffany (« Breakfast at Tiffany's »), traduit de l'anglais, Paris, Gallimard, 1962[4]
- Truman Capote : Morceaux choisis (« Selected Writings »), traduit de l'anglais, Paris, Gallimard, 1964[5]
- Truman Capote : La guitare de diamants et autres nouvelles, traduit de l'anglais, Paris, Gallimard, 2016[6]
- Virginia Woolf : Journal d'un écrivain (« A Writer's Diary »), traduit de l'anglais, Paris, Éditions du Rocher, 1958[7]
- Sir Arthur Conan Doyle : Le Signe des 4 (Sherlock Holmes) (« The Sign of Four »), traduit de l'anglais, Paris, Le Livre de poche, 1995[8]
- Sir Arthur Conan Doyle : Étude en rouge (Sherlock Holmes) (« A Study in Scarlet »), traduit de l'anglais, Paris, Le Livre de poche, 1995[9]